# Ellen Jansen (voetballer)
Ellen Jansen (Markelo, 6 oktober 1992) is een Nederlands voetbalster die uitkomt voor AFC Ajax.

## Clubcarrière

### Jeugd
Jansen begon op 4-jarige leeftijd haar voetbalcarrière bij SC Markelo. In 2007 ging ze daarnaast ook bij FC Twente in de jeugd voetballen. Doordeweeks trainde ze bij FC Twente en SC Markelo. In het weekend speelde ze met SC Markelo dan een wedstrijd in competitieverband en met FC Twente speelde ze af en toe een oefenwedstrijd. In de zomer van 2008 verliet ze SC Markelo om met de B3 van FC Twente in competitieverband te gaan spelen.

### FC Twente
In het seizoen dat ze fulltime in de jeugd van Twente ging spelen, maakte ze een dusdanige indruk op trainster Mary Kok dat ze tijdens de eerste seizoenhelft door mocht stromen naar het eerste elftal. Niet lang daarna maakte ze haar debuut. Ze speelde tegen sc Heerenveen de gehele wedstrijd en scoorde twee keer. Uiteindelijk speelde Jansen elf duels, maar bleef steken op twee doelpunten. Ook in seizoen 2009/10 kwam ze uit voor FC Twente. Ze miste dat seizoen geen duel en scoorde uiteindelijk vijf doelpunten in de competitie. In seizoen 2010/11 werd er wederom veelvuldig gebruikgemaakt van Jansen. Dat jaar werd ze landskampioen met de club. Seizoen 2011/12 stond vooral in het teken van revalideren voor Jansen. Nadat ze nog meegedaan had in het duel om de BeNe SuperCup, moest ze bijna het gehele seizoen vanaf de zijlijn toekijken. In de slotfase van de competitie kon ze haar rentree maken en in de laatste twee duels wist ze viermaal tot scoren te komen.

## Interlandcarrière
Jansen maakte op 19 september 2009 haar debuut voor het Nederlands vrouwenelftal onder 19 jaar tegen Israël. De wedstrijd in Heerenveen eindigde in een 9-1-overwinning voor Oranje. Jansen scoorde de eerste drie treffers. In haar tweede wedstrijd voor onder 19, op 21 september 2009, scoorde Jansen eveneens drie maal. Dit keer werd er met 7-0 van Litouwen gewonnen. In de tweede kwalificatieronde voor het EK die eind maart werd gespeeld in Nederland scoorde Jansen twee doelpunten, waarmee haar kwalificatietotaal op acht kwam na zes wedstrijden. Nederland plaatste zich tijdens dat toernooi voor het EK.
In 2010 werd Jansen door bondscoach Hesterine de Reus toegevoegd aan de EK-selectie van Oranje onder 19. Op het Europees kampioenschap in Macedonië speelde Jansen drie van de vier duels (ze miste de wedstrijd tegen Macedonië in verband met examens in Nederland), maar wist niet te scoren. Nederland werd uiteindelijk uitgeschakeld in de halve finales na strafschoppen. Jansen benutte haar strafschop wel.
Op 12 december 2010 maakte Jansen onder de nieuwe bondscoach Roger Reijners haar debuut in het Nederlands elftal. In de oefenwedstrijd tegen Brazilië viel ze in de 85e minuut in voor Sylvia Smit.
In de met 7-0 gewonnen vriendschappelijke wedstrijd op 20 oktober 2016 tegen en in Schotland scoorde Jansen in de 72e minuut.
| Interlandgoals | Interlandgoals   | Interlandgoals                            | Interlandgoals | Interlandgoals | Interlandgoals | Interlandgoals    |
| -------------- | ---------------- | ----------------------------------------- | -------------- | -------------- | -------------- | ----------------- |
|                |                  |                                           |                |                |                |                   |
| Goal           | Datum            | Locatie                                   | Tegenstander   | Score          | Uitslag        | Competitie        |
| 1.             | 20 oktober 2016  | Almondvale Stadium, Livingston, Schotland | Schotland      | 5–0            | 7–0            | Vriendschappelijk |
| 2.             | 30 augustus 2019 | A. Le Coq Arena, Talinn, Estland          | Estland        | 7–0            | 7-0            | EK-kwalificatie   |

## Statistieken
| Seizoen         | Club            |                 | Competitie       | Competitie | Competitie | Beker | Beker | Internationaal | Internationaal | Overig1 | Overig1 | Totaal | Totaal |
| Seizoen         | Club            | Wed.            | Competitie       | Dlp.       | Wed.       | Dlp.  | Wed.  | Dlp.           | Wed.           | Dlp.    | Wed.    | Dlp.   |        |
| --------------- | --------------- | --------------- | ---------------- | ---------- | ---------- | ----- | ----- | -------------- | -------------- | ------- | ------- | ------ | ------ |
| 2008/09         | FC Twente       | Nederland       | Eredivisie       | 11         | 2          | 0     | 0     | -              | -              | -       | -       | 11     | 2      |
| 2009/10         | FC Twente       | Nederland       | Eredivisie       | 20         | 5          | 4     | 1     | -              | -              | -       | -       | 24     | 6      |
| 2010/11         | FC Twente       | Nederland       | Eredivisie       | 21         | 6          | 2     | 2     | -              | -              | -       | -       | 23     | 8      |
| 2011/12         | FC Twente       | Nederland       | Eredivisie       | 5          | 4          | 0     | 0     | 0              | 0              | 1       | 0       | 6      | 4      |
| 2012/13         | FC Twente       | Nederland       | Eredivisie       | 26         | 13         |       |       |                |                |         |         | 26     | 13     |
| 2013/14         | FC Twente       | Nederland       | Eredivisie       | 24         | 27         |       |       |                |                |         |         | 24     | 27     |
| 2014/15         | FC Twente       | Nederland       | Eredivisie       | 24         | 14         |       |       |                |                |         |         | 24     | 14     |
| 2015/16         | FC Twente       | Nederland       | Eredivisie       | 24         | 17         |       |       |                |                |         |         | 24     | 17     |
| 2016/17         | FC Twente       | Nederland       | Eredivisie       | 26         | 20         |       |       |                |                |         |         | 26     | 20     |
| 2017/18         | FC Twente       | Nederland       | Eredivisie       | 23         | 14         |       |       |                |                |         |         | 23     | 14     |
| 2018/19         | Ajax            | Nederland       | Eredivisie       | 24         | 14         |       |       |                |                |         |         | –      | –      |
| 2019/20         | Ajax            | Nederland       | Eredivisie       | 11         | 1          |       |       |                |                |         |         | –      | –      |
| 2020/21         | Valencia        | Spanje          | Primera Division | 31         | 10         |       |       |                |                |         |         | -      | -      |
| 2021/22         | Valencia        | Spanje          | Primera Division | –          | –          |       |       |                |                |         |         | -      | -      |
| Carrière totaal | Carrière totaal | Carrière totaal | Carrière totaal  | 225        | 138        | 6     | 3     | 0              | 0              | 1       | 0       | 179    | 126    |

Bijgewerkt op 22 mei 2012 11:33 (CEST)

### Interlands
| Seizoen         | Land            | Vriendschappelijk | Vriendschappelijk | Officieel | Officieel | Totaal | Totaal |
| Seizoen         | Land            | Wed.              | Dlp.              | Wed.      | Dlp.      | Wed.   | Dlp.   |
| --------------- | --------------- | ----------------- | ----------------- | --------- | --------- | ------ | ------ |
| 2010-           | Nederland       | 4                 | 1                 | 8         | 1         | 12     | 2      |
| Carrière totaal | Carrière totaal | 4                 | 1                 | 8         | 1         | 12     | 2      |

Bijgewerkt op 9 november 2018